# 崀山
26°23′28″N 110°45′07″E / 26.39111°N 110.75194°E
崀山位于中国湖南省新宁县，相传舜帝南巡至崀山，惊奇此间美景，流连忘返，曰：“山之良也”，乃赐“崀”字，崀山因此而得名。
2010年，崀山与广东丹霞山、福建泰宁、江西龙虎山、浙江江郎山、贵州赤水共6个丹霞地貌风景名胜区组成的“中国丹霞”获批世界自然遗产。

## 景区特点
崀山是世界上罕见的大型丹霞地貌，总面积108平方公里，含八角寨、辣椒峰、天一巷、夫夷江、紫霞峒、天生桥六大景区。崀山是国家5A级旅游景区、国家地质公园、国家级风景名胜区。
崀山地貌类型多样，以壮年期丹霞峰丛峰林地貌为典型特色，集高、陡、深、长于一体，会雄、奇、险、幽、秀于一身，有雄伟壮观的方山台寨，拔地而起的石柱石墙，陡峭险峻的赤壁丹崖，狭长曲折的石巷石槽，形态逼真的象形景观，清澈见底的秀美夫夷江，被地质专家们誉为“丹霞之魂、国之瑰宝”。

## 相关影视
CCTV纪录片《中国丹霞》 （页面存档备份，存于）